# Trigonoptera cincta
Trigonoptera cincta là một loài bọ cánh cứng trong họ Cerambycidae.